# Othellos Athienou
Der Othellos Athienou FC (griechisch Οθέλλος Αθηαίνου) ist ein zyprischer Fußballverein aus Athienou.

## Geschichte
Der Klub wurde 1933 gegründet und trat 1967 der Cyprus Football Association bei, um am regulären Spielbetrieb teilnehmen zu können. Lange Zeit spielte die Mannschaft unterklassig, ehe sie sich in den 1990er Jahren kurze Aufenthalte in der Second Division erspielte. Zwischenzeitlich wieder nur viertklassig kehrte sie 2009 nach zwei aufeinander folgenden Aufstiegen in die Zweitklassigkeit zurück. 2014 stieg sie als Vizemeister hinter AO Agia Napa erstmals in die First Division auf. Als Tabellenletzter der Abstiegsrunde der Spielzeit 2014/15 verpasste der Klub den Klassenerhalt und stand in den folgenden Jahren regelmäßig im Rennen um den Wiederaufstieg, der mehrmals nur knapp verpasst wurde. Im Sommer 2023 gelang als Zweitligameister zum zweiten Mal der Erstligaaufstieg.